# Tangier
Tangier (bra: Tanger) é um filme de mistério estadunidense de 1946, dirigido por George Waggner e estrelado por Maria Montez, Robert Paige e Sabu. É ambientado na cidade de Tânger, Marrocos e foi um dos últimos filmes da Universal Pictures antes do estúdio se reorganizar como Universal International em julho de 1946.

## Elenco
- Maria Montez ...Rita
- Robert Paige ...Paul Kenyon
- Sabu ...Pepe
- Preston Foster ...Coronel Jose Artiego
- Louise Allbritton ...Dolores
- Kent Taylor ...Ramon
- J. Edward Bromberg ...Alex Rocco
- Reginald Denny ...Fernandez
- Charles Judels ...Dmitri
- Erno Verebes ...Capitão Cartiaz
- Billy Green ...Mike
- Dorothy Lawrence ...Empregada
- Francis McDonald ...Sanchez
- George Lynn ...Tenente
- Joan Fulton ...A loira de Rocco

## Recepção
A. H. Weiler, do New York Times, escreveu: "A variedade de roupas da Srta. Montez é muito mais impressionante do que o enredo do filme e as pessoas envolvidas nele".